# Parco dei Colli di Bergamo

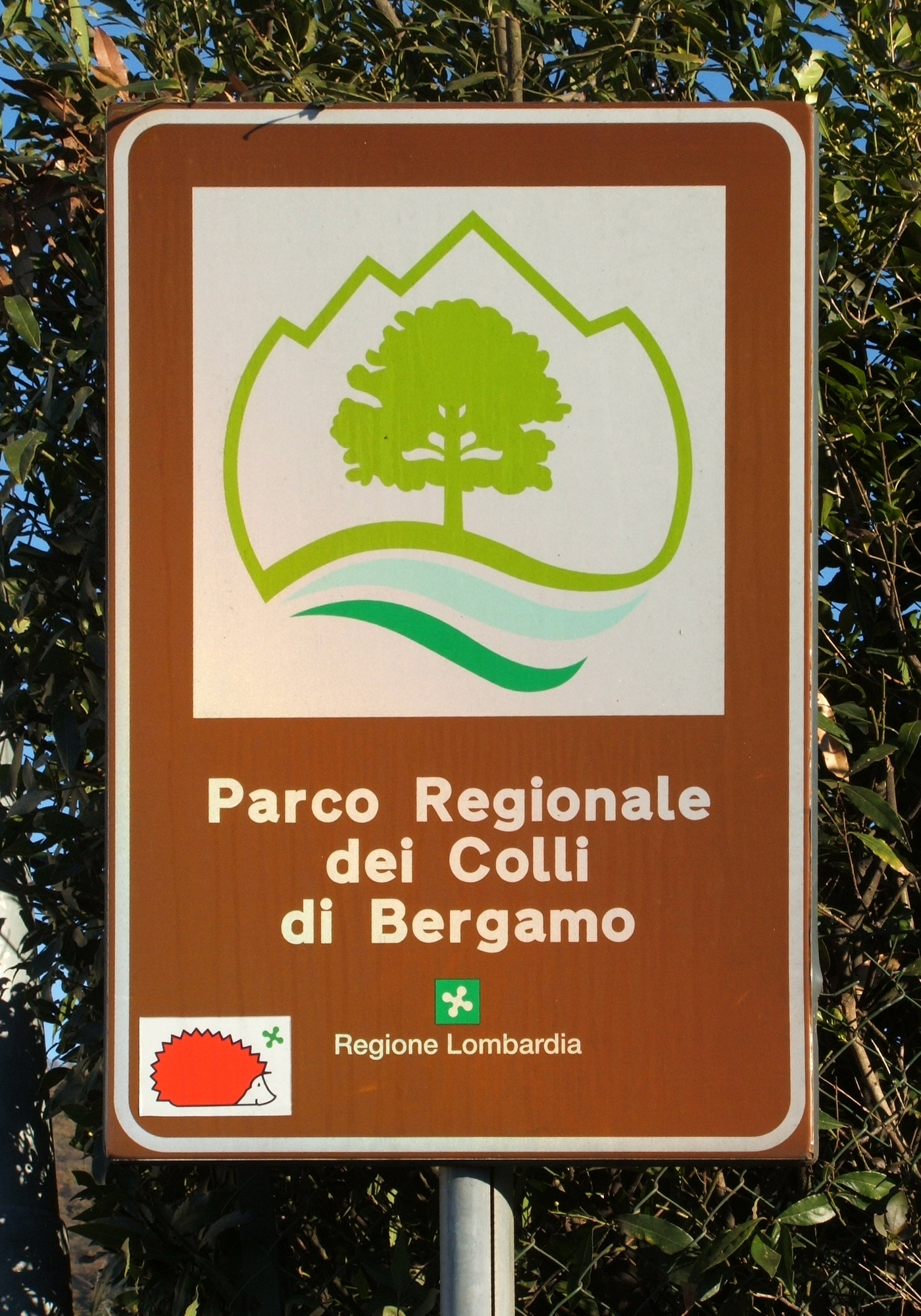
Parkgrenze bei Bergamo

Der Parco dei Colli di Bergamo (Park der Hügel von Bergamo, im Bergamasker Dialekt: Parch di Còi de Bèrghem) ist ein 1977 gegründeter, 4700 Hektar großer Regionalpark nördlich der Stadt Bergamo in der Lombardei.

## Lage
Der Regionalpark erstreckt sich auf einer Höhe zwischen 244 und 1146 m s.l.m. über Flächen der Gemeinden Almè, Bergamo, Mozzo, Paladina, Ponteranica, Ranica, Sorisole, Torre Boldone, Valbrembo und Villa d’Almè.

## Vegetation
Mehr als 2300 Hektar des Regionalparks bestehen aus Laubwäldern. Vorherrschend sind Kastanien, Robinien und Europäische Hopfenbuchen. Kleinräumiger, aber auch charakteristisch sind Eichen, Ahorne, Schwarzerlen, Weiden, Schwarzpappeln und Platanen. Vom Menschen angepflanzt wurden Roteichen und Tulpenbäume sowie zur Wiederaufforstung Schwarz- und Weymouth-Kiefern.